# Vidar Riseth
Vidar Riseth (Frosta, 21 aprile 1972) è un ex calciatore norvegese, di ruolo difensore.

## Caratteristiche tecniche
Riseth cominciò la carriera da attaccante, per poi arretrare successivamente la sua posizione in campo, fino alla difesa. Fu un calciatore versatile, che venne schierato anche a centrocampo: al Celtic, infatti, ricoprì anche la posizione di esterno sinistro. Giocò anche da terzino.

## Carriera

### Club

#### Gli inizi
Riseth cominciò la carriera con la maglia del Neset, per poi passare al Rosenborg. Il giovane calciatore debuttò nell'Eliteserien in data 23 agosto 1992, in occasione della sconfitta casalinga per 1-2 contro il Mjøndalen. Fu la sua unica presenza stagionale, ma gli bastò per fregiarsi del titolo di vincitore del campionato, a fine stagione. Il 29 agosto 1993 arrivò la sua prima rete nella massima divisione norvegese, nel successo per 5-1 sul Fyllingen. Il 1º settembre 1993 giocò il primo incontro nelle competizioni europee per club, quando fu schierato per uno spezzone della sfida vinta per 1-0 contro l'Avenir Beggen, nel turno preliminare della Champions League 1993-1994. In questa stagione ebbe maggiore spazio e vinse ancora il campionato.

#### Il passaggio al Kongsvinger
Si trasferì poi al Kongsvinger. Esordì con questa casacca il 17 aprile 1994, quando fu titolare nel pareggio per 1-1 contro il Bodø/Glimt. La settimana seguente, e precisamente il 24 aprile, arrivarono le sue prime reti in squadra, con una doppietta nel 3-1 inflitto al Tromsø. L'annata successiva fu maggiormente proficua a livello personale, grazie a 12 gol in 26 partite. A novembre 1995 si trasferì agli inglesi del Luton Town con la formula del prestito. All'epoca, la squadra militava nella First Division e Riseth vi militò fino a marzo 1996, collezionando 11 presenze (senza mai andare in gol). Rientrò successivamente al Kongsvinger, dove rimase per un'altra stagione: contribuì a far raggiungere la salvezza alla squadra.

#### Le esperienze all'estero
Riseth fu poi ceduto agli austriaci del LASK Linz, stavolta a titolo definitivo. Successivamente a questa esperienza, si trasferì agli scozzesi del Celtic: fu acquistato dal manager Jozef Vengloš, in cambio di 1.500.000 di sterline. L'esordio nella Scottish Premier League fu datato 26 settembre 1998, quando fu schierato titolare nel pareggio per 1-1 contro gli Hearts. Il 27 dicembre successivo, mise a referto la prima marcatura: fu infatti autore di un gol nel successo per 0-3 sul campo del Dundee. Il 2 maggio 1999 ricevette un cartellino rosso nell'Old Firm perso per 0-3 contro i Rangers. Vinse un solo trofeo con questa maglia, ossia la Scottish League Cup 1999-2000: fu autore di una rete nella finale contro l'Aberdeen. Martin O'Neill divenne poi il nuovo manager del club e non reputò il norvegese come un calciatore fondamentale. Per questo, lo cedette in prestito ai tedeschi del Monaco 1860, con il trasferimento che divenne poi a titolo definitivo nel marzo 2001, dietro al pagamento della cifra di 1.000.000 di sterline alla formazione scozzese. Debuttò nella Bundesliga l'11 novembre 2000, quando fu titolare nel 2-2 casalingo contro il Wolfsburg. Il 13 dicembre successivo, arrivò la prima rete nella massima divisione tedesca: contribuì infatti al successo per 2-3 in casa del Cottbus.

#### Il ritorno in Norvegia

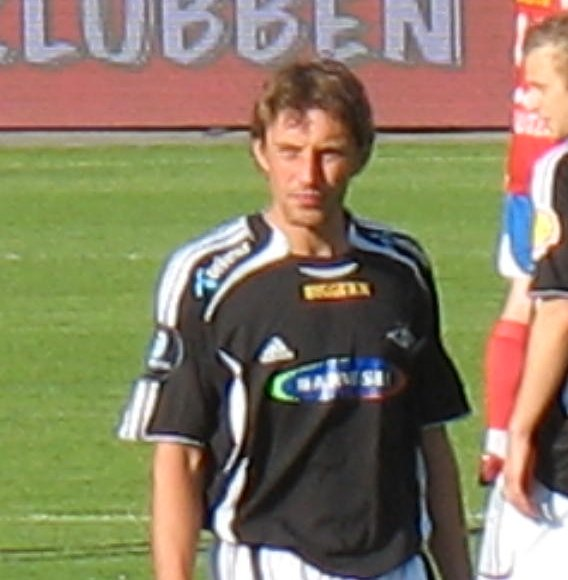
Riseth con il Rosenborg.

Nel dicembre 2002, Riseth fu acquistato dal Rosenborg, che approfittò della difficile situazione economica del Monaco 1860 per ingaggiarlo ad un buon prezzo. Tornò allora a calcare i campi dell'Eliteserien in data 12 aprile 2003, nel successo per 1-0 sul Vålerenga. Il tecnico Åge Hareide lo schierò al centro della difesa, in coppia con Erik Hoftun: le cose funzionarono bene per un paio di stagioni, ma poi Hoftun fu ceduto al Bodø/Glimt. Nel campionato 2006, fu schierato da centrocampista. L'annata successiva Alexander Tettey fu scelto come titolare a centrocampo e Riseth ricoprì diverse posizioni nell'arco della stagione. Ebbe poco spazio e per questo scelse di lasciare il club a fine anno, in virtù di una clausola che gli permetteva di rompere il contratto che lo legava al Rosenborg. In questo periodo, vinse altri tre campionati e una Norgesmesterskapet; nel 2003 fu anche nominato miglior difensore del campionato. Si trasferì allora al Lillestrøm. Debuttò in squadra il 30 marzo 2008, quando fu schierato titolare nel pareggio per 1-1 contro il Tromsø. Il 6 aprile fu autore di una rete nella sconfitta per 4-2 contro lo Stabæk. Restò in forza al Lillestrøm per un anno e mezzo, venendo poi ceduto a metà del campionato 2009 allo Strømsgodset. Scelse la maglia numero 3. Esordì per il Godset il 13 settembre, nella sconfitta per 2-1 in casa del Molde. A fine stagione, si ritrovò svincolato.

#### La conclusione della carriera
L'11 dicembre 2009 firmò un contratto annuale con il Kongsvinger, con la volontà di chiudere la carriera con la maglia di questa squadra. Il 25 maggio 2010 manifestò però la volontà di ritirarsi dall'attività agonistica, a causa di alcuni problemi fisici persistenti. Fu organizzata così una partita per celebrare il suo addio al calcio. Successivamente giocò però per il Vålerenga 2, squadra riserve del Vålerenga. Il suo ruolo sarebbe stato quello di "chioccia" per i giovani del club. Subì un infortunio durante la primavera 2011, ma fu pronto a scendere in campo nel mese di maggio. La squadra chiuse il campionato 2011 al decimo posto finale, nel gruppo 4.

### Nazionale
Riseth giocò 52 incontri per la Norvegia, con 4 reti all'attivo. Esordì l'8 ottobre 1997, nell'amichevole terminata a reti inviolate contro la Colombia: sostituì Bjørn Viljugrein nel corso del secondo tempo. Il 25 marzo 1998 arrivò il primo gol, nel pareggio per 2-2 contro il Belgio. Fu tra i convocati per il campionato del mondo 1998, in cui disputò tutti i 4 incontri giocati dalla selezione scandinava. Il 27 maggio 2000 disputò la 25ª partita per la Nazionale norvegese e ricevette così il Gullklokka. Fu convocato anche per il campionato d'Europa 2000, nel corso del quale giocò solo nel successo per 1-0 sulla Spagna. Questa fu la sua ultima competizione con la selezione norvegese che rappresentò per altri 7 anni.

## Statistiche

### Presenze e reti nei club
| Stagione            | Club               | Campionato         | Campionato | Campionato | Coppe nazionali | Coppe nazionali | Coppe nazionali | Coppe continentali | Coppe continentali | Coppe continentali | Supercoppe | Supercoppe | Supercoppe | Totale | Totale |
| Stagione            | Club               | Comp               | Pres       | Reti       | Comp            | Pres            | Reti            | Comp               | Pres               | Reti               | Comp       | Pres       | Reti       | Pres   | Reti   |
| ------------------- | ------------------ | ------------------ | ---------- | ---------- | --------------- | --------------- | --------------- | ------------------ | ------------------ | ------------------ | ---------- | ---------- | ---------- | ------ | ------ |
| 1992                | Rosenborg          | ES                 | 1          | 0          | CN              | 0               | 0               | CU                 | 0                  | 0                  | -          | -          | -          | 1      | 0      |
| 1993                | Rosenborg          | ES                 | 10         | 2          | CN              | 2               | 3               | UCL                | 2                  | 0                  | -          | -          | -          | 14     | 5      |
| 1994                | Kongsvinger        | ES                 | 18         | 3          | CN              | 2               | 0               | -                  | -                  | -                  | -          | -          | -          | 20     | 3      |
| 1995                | Kongsvinger        | ES                 | 24         | 12         | CN              | 4               | 3               | -                  | -                  | -                  | -          | -          | -          | 28     | 15     |
| nov. 1995-mar. 1996 | Luton Town         | FD                 | 11         | 0          | FA+LC           | ?               | ?               | -                  | -                  | -                  | -          | -          | -          | ?      | ?      |
| apr.-lug. 1996      | Kongsvinger        | ES                 | 16         | 5          | CN              | 4               | 3               | -                  | -                  | -                  | -          | -          | -          | 20     | 8      |
| 1996-1997           | LASK Linz          | BL                 | 33         | 7          | CA              | ?               | ?               | -                  | -                  | -                  | -          | -          | -          | ?      | ?      |
| 1997-1998           | LASK Linz          | BL                 | 29         | 4          | CA              | ?               | ?               | -                  | -                  | -                  | -          | -          | -          | ?      | ?      |
| Totale LASK Linz    | Totale LASK Linz   | Totale LASK Linz   | 62         | 11         |                 | ?               | ?               |                    | ?                  | ?                  |            | -          | -          | ?      | ?      |
| 1998-1999           | Celtic             | SPL                | 27         | 3          | SC+LC           | ?               | ?               | UCL+CU             | ?                  | ?                  | -          | -          | -          | ?      | ?      |
| 1999-2000           | Celtic             | SPL                | 28         | 0          | SC+LC           | ?               | ?               | CU                 | ?                  | ?                  | -          | -          | -          | ?      | ?      |
| ago.-nov. 2000      | Celtic             | SPL                | 1          | 0          | SC+LC           | ?               | ?               | CU                 | ?                  | ?                  | -          | -          | -          | ?      | ?      |
| Totale Celtic       | Totale Celtic      | Totale Celtic      | 56         | 3          |                 | ?               | ?               |                    | ?                  | ?                  |            | -          | -          | ?      | ?      |
| nov. 2000-2001      | Monaco 1860        | BL                 | 21         | 1          | CG+LP           | 1+0             | 0               | UCL+CU             | 0                  | 0                  | -          | -          | -          | 22     | 1      |
| 2001-2002           | Monaco 1860        | BL                 | 19         | 2          | CG              | 1               | 0               | CI                 | 6                  | 1                  | -          | -          | -          | 26     | 3      |
| 2002-gen. 2003      | Monaco 1860        | BL                 | 3          | 0          | CG              | 1               | 0               | CI                 | 1                  | 0                  | -          | -          | -          | 5      | 0      |
| Totale Monaco 1860  | Totale Monaco 1860 | Totale Monaco 1860 | 43         | 3          |                 | 3               | 0               |                    | 7                  | 1                  |            | -          | -          | 53     | 4      |
| 2003                | Rosenborg          | ES                 | 20         | 3          | CN              | 5               | 0               | UCL+CU             | 4+6                | 0                  | -          | -          | -          | 35     | 3      |
| 2004                | Rosenborg          | ES                 | 25         | 4          | CN              | 4               | 0               | UCL                | 7                  | 0                  | -          | -          | -          | 36     | 4      |
| 2005                | Rosenborg          | ES                 | 21         | 3          | CN              | 1               | 0               | UCL                | 8+2                | 0+1                | -          | -          | -          | 32     | 4      |
| 2006                | Rosenborg          | ES                 | 24         | 1          | CN              | 5               | 0               | -                  | -                  | -                  | -          | -          | -          | 29     | 1      |
| 2007                | Rosenborg          | ES                 | 14         | 1          | CN              | 1               | 0               | UCL                | 10                 | 1                  | -          | -          | -          | 25     | 2      |
| Totale Rosenborg    | Totale Rosenborg   | Totale Rosenborg   | 104        | 12         |                 | 16              | 0               |                    | 37                 | 2                  |            | -          | -          | 157    | 14     |
| 2008                | Lillestrøm         | ES                 | 22         | 2          | CN              | 1               | 0               | CU                 | 1                  | 0                  | -          | -          | -          | 24     | 2      |
| gen.-ago. 2009      | Lillestrøm         | ES                 | 10         | 0          | CN              | 3               | 0               | -                  | -                  | -                  | -          | -          | -          | 13     | 0      |
| Totale Lillestrøm   | Totale Lillestrøm  | Totale Lillestrøm  | 32         | 2          |                 | 4               | 0               |                    | 1                  | 0                  |            | -          | -          | 37     | 2      |
| ago.-dic. 2009      | Strømsgodset       | ES                 | 7          | 0          | CN              | -               | -               | -                  | -                  | -                  | -          | -          | -          | 7      | 0      |
| 2010                | Kongsvinger        | ES                 | 14         | 0          | CN              | 0               | 0               | -                  | -                  | -                  | -          | -          | -          | 14     | 0      |
| Totale Kongsvinger  | Totale Kongsvinger | Totale Kongsvinger | ?          | ?          |                 | ?               | ?               |                    | -                  | -                  |            | -          | -          | ?      | ?      |
| 2011                | Vålerenga 2        | FPL                | ?          | ?          | CN              | -               | -               | -                  | -                  | -                  | -          | -          | -          | ?      | ?      |
| Totale              | Totale             | Totale             | ?          | ?          |                 | ?               | ?               |                    | ?                  | ?                  |            | -          | -          | ?      | ?      |

### Cronologia presenze e reti in nazionale
| Cronologia completa delle presenze e delle reti in nazionale ― Norvegia | Cronologia completa delle presenze e delle reti in nazionale ― Norvegia | Cronologia completa delle presenze e delle reti in nazionale ― Norvegia | Cronologia completa delle presenze e delle reti in nazionale ― Norvegia | Cronologia completa delle presenze e delle reti in nazionale ― Norvegia | Cronologia completa delle presenze e delle reti in nazionale ― Norvegia | Cronologia completa delle presenze e delle reti in nazionale ― Norvegia | Cronologia completa delle presenze e delle reti in nazionale ― Norvegia |
| Data                                                                    | Città                                                                   | In casa                                                                 | Risultato                                                               | Ospiti                                                                  | Competizione                                                            | Reti                                                                    | Note                                                                    |
| ----------------------------------------------------------------------- | ----------------------------------------------------------------------- | ----------------------------------------------------------------------- | ----------------------------------------------------------------------- | ----------------------------------------------------------------------- | ----------------------------------------------------------------------- | ----------------------------------------------------------------------- | ----------------------------------------------------------------------- |
| 8-10-1997                                                               | Oslo                                                                    | Norvegia                                                                | 0 – 0                                                                   | Colombia                                                                | Amichevole                                                              | -                                                                       |                                                                         |
| 25-2-1998                                                               | Marsiglia                                                               | Francia                                                                 | 3 – 3                                                                   | Norvegia                                                                | Amichevole                                                              | -                                                                       |                                                                         |
| 25-3-1998                                                               | Bruxelles                                                               | Belgio                                                                  | 2 – 2                                                                   | Norvegia                                                                | Amichevole                                                              | 1                                                                       |                                                                         |
| 22-4-1998                                                               | Copenaghen                                                              | Danimarca                                                               | 0 – 2                                                                   | Norvegia                                                                | Amichevole                                                              | -                                                                       |                                                                         |
| 20-5-1998                                                               | Oslo                                                                    | Norvegia                                                                | 5 – 2                                                                   | Messico                                                                 | Amichevole                                                              | 1                                                                       |                                                                         |
| 27-5-1998                                                               | Molde                                                                   | Norvegia                                                                | 6 – 0                                                                   | Arabia Saudita                                                          | Amichevole                                                              | -                                                                       |                                                                         |
| 10-6-1998                                                               | Montpellier                                                             | Norvegia                                                                | 2 – 2                                                                   | Marocco                                                                 | Mondiali 1998 - 1º turno                                                | -                                                                       |                                                                         |
| 16-6-1998                                                               | Bordeaux                                                                | Norvegia                                                                | 1 – 1                                                                   | Scozia                                                                  | Mondiali 1998 - 1º turno                                                | -                                                                       |                                                                         |
| 23-6-1998                                                               | Marsiglia                                                               | Norvegia                                                                | 2 – 1                                                                   | Brasile                                                                 | Mondiali 1998 - 1º turno                                                | -                                                                       |                                                                         |
| 27-6-1998                                                               | Marsiglia                                                               | Norvegia                                                                | 0 – 1                                                                   | Italia                                                                  | Mondiali 1998 - Ottavi di finale                                        | -                                                                       |                                                                         |
| 10-10-1998                                                              | Lubiana                                                                 | Slovenia                                                                | 1 – 2                                                                   | Norvegia                                                                | Qual. Euro 2000                                                         | -                                                                       |                                                                         |
| 18-11-1998                                                              | Il Cairo                                                                | Egitto                                                                  | 1 – 1                                                                   | Norvegia                                                                | Amichevole                                                              | -                                                                       |                                                                         |
| 10-2-1999                                                               | Pisa                                                                    | Italia                                                                  | 0 – 0                                                                   | Norvegia                                                                | Amichevole                                                              | -                                                                       |                                                                         |
| 28-4-1999                                                               | Tbilisi                                                                 | Georgia                                                                 | 1 – 4                                                                   | Norvegia                                                                | Qual. Euro 2000                                                         | -                                                                       |                                                                         |
| 20-5-1999                                                               | Oslo                                                                    | Norvegia                                                                | 6 – 0                                                                   | Giamaica                                                                | Amichevole                                                              | -                                                                       |                                                                         |
| 30-5-1999                                                               | Oslo                                                                    | Norvegia                                                                | 1 – 0                                                                   | Georgia                                                                 | Qual. Euro 2000                                                         | -                                                                       |                                                                         |
| 5-6-1999                                                                | Tirana                                                                  | Albania                                                                 | 1 – 2                                                                   | Norvegia                                                                | Qual. Euro 2000                                                         | -                                                                       |                                                                         |
| 4-9-1999                                                                | Oslo                                                                    | Norvegia                                                                | 1 – 0                                                                   | Grecia                                                                  | Qual. Euro 2000                                                         | -                                                                       |                                                                         |
| 8-9-1999                                                                | Oslo                                                                    | Norvegia                                                                | 4 – 0                                                                   | Slovenia                                                                | Qual. Euro 2000                                                         | -                                                                       |                                                                         |
| 9-10-1999                                                               | Riga                                                                    | Lettonia                                                                | 1 – 2                                                                   | Norvegia                                                                | Qual. Euro 2000                                                         | -                                                                       |                                                                         |
| 31-1-2000                                                               | La Manga                                                                | Islanda                                                                 | 0 – 0                                                                   | Norvegia                                                                | Amichevole                                                              | -                                                                       |                                                                         |
| 2-2-2000                                                                | La Manga                                                                | Danimarca                                                               | 2 – 4                                                                   | Norvegia                                                                | Amichevole                                                              | -                                                                       |                                                                         |
| 23-2-2000                                                               | Istanbul                                                                | Turchia                                                                 | 0 – 2                                                                   | Norvegia                                                                | Amichevole                                                              | -                                                                       |                                                                         |
| 26-4-2000                                                               | Oslo                                                                    | Norvegia                                                                | 0 – 2                                                                   | Belgio                                                                  | Amichevole                                                              | -                                                                       |                                                                         |
| 27-5-2000                                                               | Oslo                                                                    | Norvegia                                                                | 2 – 0                                                                   | Slovacchia                                                              | Amichevole                                                              | -                                                                       |                                                                         |
| 3-6-2000                                                                | Oslo                                                                    | Norvegia                                                                | 1 – 0                                                                   | Italia                                                                  | Amichevole                                                              | -                                                                       |                                                                         |
| 13-6-2000                                                               | Rotterdam                                                               | Spagna                                                                  | 0 – 1                                                                   | Norvegia                                                                | Euro 2000 - 1º turno                                                    | -                                                                       |                                                                         |
| 16-8-2000                                                               | Helsingfors                                                             | Finlandia                                                               | 3 – 1                                                                   | Norvegia                                                                | Amichevole                                                              | -                                                                       |                                                                         |
| 2-9-2000                                                                | Oslo                                                                    | Norvegia                                                                | 0 – 0                                                                   | Armenia                                                                 | Qual. Mondiali 2002                                                     | -                                                                       |                                                                         |
| 28-3-2001                                                               | Minsk                                                                   | Bielorussia                                                             | 2 – 1                                                                   | Norvegia                                                                | Qual. Mondiali 2002                                                     | -                                                                       |                                                                         |
| 25-4-2001                                                               | Oslo                                                                    | Norvegia                                                                | 2 – 1                                                                   | Bulgaria                                                                | Amichevole                                                              | -                                                                       |                                                                         |
| 2-6-2001                                                                | Kiev                                                                    | Ucraina                                                                 | 0 – 0                                                                   | Norvegia                                                                | Qual. Mondiali 2002                                                     | -                                                                       |                                                                         |
| 6-6-2001                                                                | Oslo                                                                    | Norvegia                                                                | 1 – 1                                                                   | Bielorussia                                                             | Qual. Mondiali 2002                                                     | -                                                                       |                                                                         |
| 6-10-2001                                                               | Erevan                                                                  | Armenia                                                                 | 1 – 4                                                                   | Norvegia                                                                | Qual. Mondiali 2002                                                     | -                                                                       |                                                                         |
| 13-2-2002                                                               | Bruxelles                                                               | Belgio                                                                  | 1 – 0                                                                   | Norvegia                                                                | Amichevole                                                              | -                                                                       |                                                                         |
| 27-3-2002                                                               | Tunisi                                                                  | Tunisia                                                                 | 0 – 0                                                                   | Norvegia                                                                | Amichevole                                                              | -                                                                       |                                                                         |
| 14-5-2002                                                               | Oslo                                                                    | Norvegia                                                                | 3 – 0                                                                   | Giappone                                                                | Amichevole                                                              | -                                                                       |                                                                         |
| 12-2-2003                                                               | Candia                                                                  | Grecia                                                                  | 1 – 0                                                                   | Norvegia                                                                | Amichevole                                                              | -                                                                       |                                                                         |
| 22-1-2004                                                               | Hong Kong                                                               | Svezia                                                                  | 0 – 3                                                                   | Norvegia                                                                | Amichevole                                                              | -                                                                       |                                                                         |
| 25-1-2004                                                               | Hong Kong                                                               | Honduras                                                                | 1 – 3                                                                   | Norvegia                                                                | Amichevole                                                              | -                                                                       |                                                                         |
| 28-1-2004                                                               | Singapore                                                               | Singapore                                                               | 2 – 5                                                                   | Norvegia                                                                | Amichevole                                                              | -                                                                       |                                                                         |
| 31-3-2004                                                               | Belgrado                                                                | Serbia e Montenegro                                                     | 0 – 1                                                                   | Norvegia                                                                | Amichevole                                                              | -                                                                       |                                                                         |
| 28-4-2004                                                               | Oslo                                                                    | Norvegia                                                                | 3 – 2                                                                   | Russia                                                                  | Amichevole                                                              | -                                                                       |                                                                         |
| 18-8-2004                                                               | Oslo                                                                    | Norvegia                                                                | 2 – 2                                                                   | Belgio                                                                  | Amichevole                                                              | 1                                                                       |                                                                         |
| 4-9-2004                                                                | Palermo                                                                 | Italia                                                                  | 2 – 1                                                                   | Norvegia                                                                | Qual. Mondiali 2006                                                     | -                                                                       |                                                                         |
| 8-9-2004                                                                | Oslo                                                                    | Norvegia                                                                | 1 – 1                                                                   | Bielorussia                                                             | Qual. Mondiali 2006                                                     | 1                                                                       |                                                                         |
| 20-4-2005                                                               | Tallinn                                                                 | Estonia                                                                 | 1 – 2                                                                   | Norvegia                                                                | Amichevole                                                              | -                                                                       |                                                                         |
| 7-9-2005                                                                | Oslo                                                                    | Norvegia                                                                | 1 – 2                                                                   | Scozia                                                                  | Qual. Mondiali 2006                                                     | -                                                                       |                                                                         |
| 15-11-2006                                                              | Belgrado                                                                | Serbia                                                                  | 1 – 1                                                                   | Norvegia                                                                | Amichevole                                                              | -                                                                       |                                                                         |
| 8-9-2007                                                                | Chișinău                                                                | Moldavia                                                                | 0 – 1                                                                   | Norvegia                                                                | Qual. Euro 2008                                                         | -                                                                       |                                                                         |
| 12-9-2007                                                               | Oslo                                                                    | Norvegia                                                                | 2 – 2                                                                   | Grecia                                                                  | Qual. Euro 2008                                                         | -                                                                       |                                                                         |
| 21-11-2007                                                              | Ta' Qali                                                                | Malta                                                                   | 1 – 4                                                                   | Norvegia                                                                | Qual. Euro 2008                                                         | -                                                                       |                                                                         |
| Totale                                                                  |                                                                         | Presenze                                                                | 52                                                                      |                                                                         | Reti                                                                    | 4                                                                       |                                                                         |

## Palmarès

### Club
- Campionato norvegese: 5

Rosenborg: 1992, 1993, 2003, 2004, 2006
- Coppa di Lega scozzese: 1

Celtic: 1999-2000
- Coppa di Norvegia: 1

Rosenborg: 2003

### Individuale
- Gullklokka

2000
- Difensore dell'anno del campionato norvegese: 1

2003